# Volby v Evropě
Volby v jednotlivých evropských státech se často liší druhy volebních systémů, tj. poměrným volebním systémem nebo většinovým volebním systémem, popřípadě obojím. Taktéž v evropských prezidentských volbách se volby diferencují volbami přímými či nepřímými. Přímo je prezident volen ve 21 evropských státech (Bělorusko, Bulharsko, Černá Hora, ČR, Finsko, Francie, Chorvatsko, Irsko, Island, Kypr, Litva, Polsko, Portugalsko, Rakousko, Rumunsko, Rusko, Severní Makedonie, Slovensko, Slovinsko, Srbsko, Ukrajina) a nepřímo v 11 (Albánie, Estonsko, Itálie, Lotyšsko, Maďarsko, Malta, Moldavsko, Německo, Řecko, San Marino, Švýcarsko), přičemž zbytek jsou monarchie.

## Seznam zemí s volebními systémy

### Poměrné (proporční) systémy
| Země                | Sněmovna (počet členů) | Volba hlavy státu |
| ------------------- | ---------------------- | ----------------- |
| Alandy              | 35                     |                   |
| Albánie             | 140                    | nepřímá           |
| Belgie              | 150                    |                   |
| Bosna a Hercegovina | 42                     |                   |
| Bulharsko           | 240                    | přímá             |
| Černá Hora          | 35                     | přímá             |
| Česko               | 200                    | přímá             |
| Dánsko              | 179                    |                   |
| Estonsko            | 101                    | nepřímá           |
| Finsko              | 200                    | přímá             |
| Gibraltar           | 17                     |                   |
| Grónsko             | 31                     |                   |
| Chorvatsko          | 150                    | přímá             |
| Irsko               | 166                    | přímá             |
| Island              | 63                     | přímá             |
| Kosovo              | 120                    |                   |
| Kypr                | 59                     |                   |
| Severní Kypr        | 50                     |                   |
| Lichtenštejnsko     | 25                     |                   |
| Lotyšsko            | 110                    | nepřímá           |
| Lucembursko         | 60                     |                   |
| Malta               | 65                     |                   |
| Moldavsko           | 101                    |                   |
| Německo             | 598                    | nepřímá           |
| Nizozemsko          | 150                    |                   |
| Norsko              | 165                    |                   |
| Polsko              | 460                    | přímá             |
| Portugalsko         | 230                    | přímá             |
| Rakousko            | 183                    | přímá             |
| Rumunsko            | 332                    | přímá             |
| Řecko               | 300                    | nepřímá           |
| San Marino          | 60                     | nepřímá           |
| Slovensko           | 150                    | přímá             |
| Slovinsko           | 90                     | přímá             |
| Srbsko              | 91                     | přímá             |
| Španělsko           | 350                    |                   |
| Švédsko             | 349                    |                   |
| Švýcarsko           | 200                    | nepřímá           |
| Turecko             | 550                    |                   |

### Většinové systémy
| Země               | Sněmovna (počet členů) | Volba hlavy státu |
| ------------------ | ---------------------- | ----------------- |
| Abcházie           | 35                     |                   |
| Bělorusko          | 110                    | přímá             |
| Francie            | 577                    | přímá             |
| Spojené království | 659                    |                   |

### Smíšené systémy
| Země              | Sněmovna (počet členů) | Volba hlavy státu |
| ----------------- | ---------------------- | ----------------- |
| Andorra           | 28                     |                   |
| Arménie           | 131                    |                   |
| Gruzie            | 235                    |                   |
| Itálie            | 631                    | nepřímá           |
| Litva             | 141                    | přímá             |
| Maďarsko          | 386                    | nepřímá           |
| Severní Makedonie | 120                    | přímá             |
| Monako            | 24                     |                   |
| Rusko             | 450                    | přímá             |
| Ukrajina          | 450                    | přímá             |